# 송라초등학교 (경기)
송라초등학교는 대한민국 경기도 화성시에 있는 공립 초등학교이다.

## 학교 연혁
- 1937년 4월 1일 송라간이학교 인가
- 1944년 4월 1일 송라국민학교 승격
- 1950년 5월 28일 제1회 졸업식 거행(53명)
- 1996년 12월 16일 송라초등학교로 개칭
- 2009년 3월 1일 경기도교육청지정 방과후 시범학교 선정
- 2009년 9월 1일 교육과학기술부지정 전원학교 선정(WDI 교육과정 운영)
- 2010년 2월 17일 교육과학기술부지정 전원학교 E-러닝 교실구축(4개교실)
- 2010년 4월 15일 송라 교목교화동산 준공
- 2010년 5월 1일 경기도교육청지정 종일돌봄교실 운영
- 2010년 11월 3일 후관 특별실 준공(음악실, 미술실)
- 2011년 8월 11일 송라 아띠정 준공
- 2011년 8월 22일 송라 도서관 리모델링
- 2012년 3월 1일 교육과학기술부지정 전원학교 재선정
- 2013년 2월 28일 교육과정 운영 교육감 표창
- 2013년 3월 1일 창의지성모델학교및 학력향상경영학교 선정
- 2013년 8월 26일 창의지성선도학교선정
- 2013년 12월 12일 민주적 자치 공동체 형성 영역 우수사례 교육감 표창
- 2014년 3월 1일 창의지성모델학교 +선도학교및 학력향상경영학교 선정
- 2014년 3월 1일 경기도교육청 지정(교과특성화 및 자율체육 운영교)
- 2014년 9월 1일 제22대 박현진 교장 취임
- 2014년 12월 29일 2014초등창의지성교과특성화운영 표창장
- 2015년 2월 13일 제66회 졸업식(2,740명)
- 2015년 3월 2일 6학급 편성(유치원 1학급)

## 참고 자료
- 송라초등학교 - 한국교육학술정보원 학교알리미